# Рудольф Гигер
Рудольф Гигер (нім. Rudolf Gyger, 16 квітня 1920 — лютий 1996) — швейцарський футболіст, що грав на позиції захисника, зокрема, за клуби «Нордштерн» та «Серветт», а також національну збірну Швейцарії.

## Клубна кар'єра
У футболі дебютував 1937 року виступами за команду «Нордштерн» (Базель), в якій провів чотири сезони. 
Своєю грою за цю команду привернув увагу представників тренерського штабу клубу «Кантональ Невшатель», до складу якого приєднався 1942 року. Відіграв за команду з Невшателя наступні десять сезонів своєї ігрової кар'єри.
1952 року перейшов до клубу «Серветт», за який відіграв 5 сезонів. Завершив професійну кар'єру футболіста виступами за команду «Серветт» у 1957 році.

## Виступи за збірну
1945 року дебютував в офіційних матчах у складі національної збірної Швейцарії. Протягом кар'єри у національній команді провів у її формі 24 матчі.
Був присутній в заявці збірної на чемпіонаті світу 1950 року у Бразилії, але на поле не виходив.